# House of Dust
House of Dust è un film del 2014 diretto Alejandro Daniel Calvo. 
Film thriller girato nell'estate del 2011 a Willimantic e a Mansfield, nel Connecticut, e precisamente alla Mansfield Training School and Hospital.

## Trama
Un gruppo di studenti di un college decidono di esplorare un manicomio abbandonato, all'interno del quale giacciono i corpi carbonizzati di alcuni pazienti. I giovani inalano senza saperlo della cenere appartenente ad essi, e vengono pertanto posseduti dalle loro anime. In particolare, l'anima che s'impossessa di uno dei ragazzi appartiene a un serial killer vissuto negli anni '50, il che creerà non pochi problemi agli altri compagni.